# Visits Paris, vol. 2
Visits Paris, vol. 2 är ett musikalbum av den amerikanske gitarristen Jimmy Raney och spelades i Paris den 10 februari, 1954. Skivan är den andra i ordningen, Vol. 1 spelades in den 6 februari.

## Låtlista
1. "Fascinating Rhythm" (Musik: George Gershwin – text: Ira Gershwin) – 4:18
2. "Everything Happens to Me" (Musik: Matt Dennis – text: Tom Adair) – 4:06
3. "Someone to Watch Over Me" (Musik: George Gershwin – text: Ira Gershwin) – 4:01
4. "Très Chouette" (Jimmy Raney) – 4:31
5. "Imagination" (Musik: Jimmy Van Heusen – text: Johnny Burke) – 4:39
6. "Have You Met Miss Jones?" (Musik: Richard Rodgers – text: Lorenz Hart) – 5:25
7. "What's New?" (Musik: Bob Haggart – text: Johnny Burke) – 4:22
8. "Love for Sale" (Cole Porter) – 3:02
9. "Night And Day" (Cole Porter) – 4:25
10. "Dinah" (Musik: Harry Akst – text: Sam M. Lewis, Joe Young) – 4:01
11. "Too Marvelous for Words" (Musik: Richard Whiting – text: Johnny Mercer) – 4:47
12. "Cherokee" (Ray Noble) – 2:36

## Medverkande
- Jimmy Raney — gitarr
- Bobby Jaspar — tenorsaxofon (förutom 7, 9 , 11, 12)
- Roger Guérin — trumpet (förutom 1,2, 3, 4, 5, 6, 12)
- Maurice Vander — piano
- Jean-Marie Ingrand — bas
- Jean-Louis Viale — trummor